# Chinnakkampalayam
Chinnakkampalayam là một thị xã panchayat của quận Erode thuộc bang Tamil Nadu, Ấn Độ.

## Nhân khẩu
Theo điều tra dân số năm 2001 của Ấn Độ, Chinnakkampalayam có dân số 10.837 người. Phái nam chiếm 51% tổng số dân và phái nữ chiếm 49%. Chinnakkampalayam có tỷ lệ 52% biết đọc biết viết, thấp hơn tỷ lệ trung bình toàn quốc là 59,5%: tỷ lệ cho phái nam là 60%, và tỷ lệ cho phái nữ là 44%. Tại Chinnakkampalayam, 9% dân số nhỏ hơn 6 tuổi.